# Högbådan
Högbådan este o arie protejată (arie specială de conservare — SAC, sit de importanță comunitară — SCI) din Suedia întinsă pe o suprafață de 20,6 ha, integral pe uscat.

## Localizare
Centrul sitului Högbådan este situat la coordonatele 60°28′44″N 18°27′50″E / 60.479°N 18.4639°E.

## Înființare
Situl Högbådan a fost declarat sit de importanță comunitară în decembrie 1998 pentru a proteja un număr necunoscut de specii din flora spontană și fauna sălbatică aflate în arealul zonei. Situl a fost protejat și ca arie specială de conservare în martie 2011.

## Biodiversitate
Situată în ecoregiunile boreală și marină baltică, aria protejată conține 7 habitate naturale: Golfuri mici largi și golfuri puțin adânci, Pășuni de coastă din Baltica boreală, Păduri naturale în etape succesive primare ale suprafețelor emergente de coastă, Roci stâncoase cu vegetație pionieră de Sedo-Scleranthion sau Sedo albi-Veronicion dillenii, Mlaștini alcaline, Insulițe și insule mici din Baltica boreală, Lagune de coastă.
La baza desemnării sitului se află un număr nedeclarat de specii protejate.